# Автомобіліст (Полтава)
«Автомобіліст» — український радянський футбольний клуб із Полтави. У 1983—1990 роках команда брала участь у розіграшах Кубка та Чемпіонату Полтавської області та була одним із лідерів аматорського футболу Полтавщини: п'ять разів «Автомобіліст» ставав чемпіоном області, ще раз — срібним призером, також тричі вигравав кубок та ще раз поступився у фіналі.

## Досягнення
Чемпіонат Полтавської області
- Чемпіон (5): 1984, 1987, 1988, 1989, 1990
- Срібний призер (1): 1985

Кубок Полтавської області
- Володар (3): 1983, 1984, 1985
- Фіналіст (1): 1990